# فرودگاه واستراپ
فرودگاه واستراپ (به انگلیسی: Vastrap) یک فرودگاه نظامی است که یک باند فرود آسفالت دارد و طول باند آن ۱۶۰۰ متر است. این فرودگاه در کشور آفریقای جنوبی قرار دارد و در ارتفاع ۹۸۶ متری از سطح دریا واقع شده است.